# Crotalaria verdcourtii
Crotalaria verdcourtii är en ärtväxtart som beskrevs av Roger Marcus Polhill. Crotalaria verdcourtii ingår i släktet sunnhampor, och familjen ärtväxter. Inga underarter finns listade i Catalogue of Life.